# Menchum
Menchum ist ein Département der Region Nord-Ouest in Kamerun.
Auf einer Fläche von 4469 km² leben nach der Volkszählung 2001 157.173 Einwohner. Die Hauptstadt ist Wum.

## Gemeinden
- Benakuma
- Furu-Awa
- Wum
- Zhoa